# Paraxantharus victorbergeri
Paraxantharus victorbergeri is een eenoogkreeftjessoort uit de familie van de Scolecitrichidae. De wetenschappelijke naam van de soort is voor het eerst geldig gepubliceerd in 2010 door Markhaseva.